# 小行星3721
小行星3721（英語：3721 Widorn）是一颗围绕太阳公转的小行星。1982年10月13日，愛德華·鮑威爾在可可尼诺县发现了此天体。
这颗小行星的绝对星等为152.4720864772229等。